# Philippe Mexès
Philippe Mexès (n. 30 martie 1982) este un fotbalist francez, care joacă pe postul de fundaș central, retras din activitate.

## Cariera

### AJ Auxerre
Mexés a început cariera de tineret de la Auxerre. La 12 ani, a urmat cursurile de formare de la Bastilia, de unde a fost redirecționat către echipa de tineret, devenind repede unul dintre jucătorii cheie, fapt pentru care a fost promovat repede la seniori. A primit porecla Berbecul, după ce a fost atacat de către un taur în timpul unui joc în liga franceză în 2002.

### AS Roma
Mexès a semnat un contract de patru ani de cu AS Roma în iunie 2004, transfer care a provocat un mare scandal: noua sa echipă a fost găsit vinovat mai târziu de abatere de la contract, deoarece AJ Auxerre, clubul său anterior, nu a fost de acord ca transferul să se efectueze, chiar dacă a fost decizia jucătorului. Mexès a fost suspendat, dar mai târziu interdicția a fost ridicată temporar. Mexès a jucat primul său meci în Serie A pe 12 septembrie 2004 împotriva Fiorentinei. În februarie 2005, recursul privind interdicția de șase săptămâni a fost respinsă și Mexès a fost suspendat până în luna aprilie, anul următor. Situația a fost în cele din urmă stabilită de Mexès, însă AS Roma a trebuit să plătească către Auxerre € 7 milioane de euro. 
După un sezon dificil, la clubul din capitală, Mexès a început sezonul 2005-06 pe banca de rezerve. Comportare nechibzuită a conducerii lui AS Roma în achiziționarea jucătorului a dus în 2005 clubul la interdicția de a semna cu alți jucători decât cei liberi de contract, această suspendare fiind temporar ridicată în luna august a aceluiași an. Dat fiind faptul că echipa nu a semnat cu niciun alt jucător din cauza interdicției, Mexes a devenit un jucător important pentru echipa lui Luciano Spalletti. Mexès a jucat nouă jocuri din zece posibile câteva pentru AS Roma din Cupa UEFA. De asemenea, el a jucat în finala Coppei Italia 2005-06. Echipa sa a terminat pe locul 5 în Serie A, fiind calificată în runda inițială de calificare Cupa UEFA, dar din cauza scandalului Calciopoli din fotbalul italian din 2006, AS Roma a urcat două poziții în clasament, permițându-i lui Mexès să joace pentru prima dată în Liga Campionilor.
Fiind unul dintre jucătorii cheie ai echipei galben-roșu, el a format un cuplu defensiv cu Cristian Chivu. Clubul a ajuns în sferturile de finală UEFA Champions League, după care s-a confruntat din nou în finala Coppa Italia 2006-07 contra echipei Inter Milano. Mexès, împreună Matteo Ferrari, Cristian Chivu și Christian Panucci în apărare, și-a ajutat echipa la o victorie cu scorul total de 7-4, după ce câștigaseră și prima manșă cu 6-2. "Giallorossi", a terminat a doua în Serie A cu cele mai puține goluri primite.
Mexès a semnat un nou contract de cinci ani cu AS Roma, în care el ar câștiga €5 milioane de euro, salariu, cu €500.000 euro mai mult decât anul precedent. "Giallorossi" au ajuns în sferturile de finală Liga Campionilor pentru al doilea an consecutiv, dar a pierdut împotriva viitorilor campioni Manchester United pentru a doua oară în același an. În Serie A, Roma a redus diferența de 11 puncte în urma lui Inter și în cele din urmă a terminat pe locul 2, cu trei puncte în spatele milanezilor. La 2008 în finala Coppa Italia, Mexès a marcat primul gol, iar echipa sa a câștigat cu 2-1, apărându-și titlul.
Cu Mexès în apărare, Roma sa calificat pentru faza eliminatorie a UEFA Champions League. Francezul ratat a doua manșă împotriva lui Arsenal, meci pierdut de "Giallorossi" la loviturile de departajare, cu scorul de 6-7.
În primul meci al Romei în Europa League, pe 30 iulie 2009, Mexès marcat după o lovitură liberă bătută de Francesco Totti, meci terminat cu o remiză. Deși a jucat mai puține meciuri după sosirea lui Nicolas Burdisso sub formă de împrumut de la Inter, Mexès a contribuit la o apărare care a ajutat-o pe AS Roma în a termina pe locul 2 în Serie A. În ultima parte a anului 2010 el și-a recuperat locul în echipă.
La 3 aprilie 2011, Mexès a trebuit să fie înlocuit devreme în a doua repriză într-un meci de Serie A cu Juventus, din cauza unei accidentări la genunchiul stâng. După meci, a fost dezvăluit faptul că el a avut o ruptură a ligamentului încrucișat. După două zile, a fost operat cu succes. Într-un interviu după operație, Mexès a răspuns la speculațiile că el a jucat ultimul său meci pentru galben-roșii. Cum contractul său expira în iunie 2011, el a lăsat să se înțeleagă că va trebui să plece, probabil pentru a semna cu AC Milan.

### AC Milan
La 10 mai 2011, vice-președintele echipei Milanoeze Adriano Galliani a anunțat că: "Philippe Mexès va juca din sezonul viitor la Milan," care să ateste încheierea unui transfer al jucătorului. Lui Mexes i-a fost dat tricoul cu numărul cinci, același ca și la Roma. El a jucat primul său meci neoficial pentru Primavera (echipa de tineret), evoluând doar 45 de minute, deoarece jocul a fost conceput ca pentru a ajuta recuperarea lui de la lunga accidentare la genunchi. La data de 26 octombrie 2011 a debutat în Serie A, cu Milan, în meciul câștigat cu 4-1 împotriva Parmei.

## Cariera internațională
El a jucat pentru echipe naționale franceze de fotbal Under-18 și Under-21, câștigând în cele din urmă un loc în prima reprezentativă în august 2002. În mandatul lui Raymond Domenech ca antrenor al echipei naționale a fost rareori convocat, și nu a reușit să prindă lotul echipei franceze pentru UEFA Euro 2004. El a fost rechemat pentru meciul amical împotriva Bosniei și Herțegovinei, în august 2006. Mexès nu a fost ales pentru nici pentru Campionatele Mondiale din 2006 și 2010 din Germania și, respectiv Africa de Sud. După Cupa Mondială 2010, Laurent Blanc a fost numit ca noul antrenor al echipei naționale, iar Mexès a devenit titular de drept, jucând primele cinci jocuri ale erei Blanc, împreună cu Adil Rami în centrul apărării. La 25 martie 2011, el a marcat primul său gol pentru țara sa într-un joc împotriva Luxemburgului.

## Viața personală
Mexès și prietena lui, Carla, au doi copii împreună. Fiul său, Enzo, sa născut la 1 iunie 2003, și fiica sa, Eva, sa născut la 29 iulie 2007.

## Statistici
| Club          | Sezon         | Campionat     | Campionat | Campionat | Cupă    | Cupă   | Continental | Continental | Altele  | Altele | Total   | Total  |
| Club          | Sezon         | Divizie       | Meciuri   | Goluri    | Meciuri | Goluri | Meciuri     | Goluri      | Meciuri | Goluri | Meciuri | Goluri |
| ------------- | ------------- | ------------- | --------- | --------- | ------- | ------ | ----------- | ----------- | ------- | ------ | ------- | ------ |
| Auxerre       | 1999–2000     | Ligue 1       | 5         | 0         | 1       | 0      | —           | —           | —       | —      | 6       | 0      |
| Auxerre       | 2000–01       | Ligue 1       | 32        | 0         | 4       | 0      | 3           | 0           | —       | —      | 39      | 0      |
| Auxerre       | 2001–02       | Ligue 1       | 30        | 3         | 2       | 0      | –           | –           | —       | —      | 32      | 3      |
| Auxerre       | 2002–03       | Ligue 1       | 34        | 1         | 4       | 0      | 11          | 0           | —       | —      | 49      | 1      |
| Auxerre       | 2003–04       | Ligue 1       | 32        | 3         | 5       | 0      | 8           | 1           | —       | —      | 45      | 4      |
| Auxerre       | Total         | Total         | 133       | 7         | 16      | 0      | 22          | 1           | —       | —      | 168     | 8      |
| Roma          | 2004–05       | Serie A       | 28        | 0         | 6       | 1      | 3           | 0           | —       | —      | 37      | 1      |
| Roma          | 2005–06       | Serie A       | 27        | 3         | 7       | 0      | 9           | 0           | —       | —      | 43      | 3      |
| Roma          | 2006–07       | Serie A       | 27        | 3         | 6       | 0      | 7           | 0           | 1       | 0      | 41      | 3      |
| Roma          | 2007–08       | Serie A       | 31        | 1         | 4       | 1      | 9           | 0           | 1       | 0      | 45      | 2      |
| Roma          | 2008–09       | Serie A       | 29        | 2         | 2       | 0      | 6           | 0           | 1       | 0      | 38      | 2      |
| Roma          | 2009–10       | Serie A       | 19        | 1         | 4       | 1      | 9           | 0           | —       | —      | 32      | 2      |
| Roma          | 2010–11       | Serie A       | 22        | 1         | 3       | 0      | 6           | 1           | —       | —      | 31      | 2      |
| Roma          | Total         | Total         | 183       | 11        | 32      | 3      | 49          | 1           | 3       | 0      | 267     | 15     |
| Milan         | 2011–12       | Serie A       | 14        | 0         | 3       | 0      | 6           | 0           | 1       | 0      | 24      | 0      |
| Milan         | 2012–13       | Serie A       | 25        | 1         | 1       | 0      | 6           | 1           | —       | —      | 32      | 2      |
| Milan         | 2013–14       | Serie A       | 22        | 2         | 2       | 0      | 7           | 0           | —       | —      | 31      | 2      |
| Milan         | 2014–15       | Serie A       | 20        | 2         | 0       | 0      | —           | —           | —       | —      | 20      | 2      |
| Milan         | 2015–16       | Serie A       | 5         | 1         | 2       | 0      | —           | —           | —       | —      | 7       | 1      |
| Milan         | Total         | Total         | 86        | 6         | 9       | 0      | 19          | 1           | 1       | 0      | 114     | 7      |
| Total carieră | Total carieră | Total carieră | 402       | 24        | 56      | 3      | 90          | 3           | 4       | 0      | 549     | 30     |

1. ↑  Appearances in UEFA Intertoto Cup
2. 1 2 3 4 5 6 7 8 9  Appearances in UEFA Champions League
3. 1 2 3  Appearances in UEFA Europa League
4. 1 2 3 4  Appearances in Italian Supercup

## Titluri

### Echipe
- Auxerre: Coupe de France: (2003)
- AS Roma: Coppa Italia (2007, 2008)
- AC Milan: Supercoppa Italiana: (2011)

### Internațional
- Campionatul European de Fotbal U-18: 2000
- Cupa Confederațiilor FIFA: 2003

### Individual
- France Football "Hope of the Year": 2000

## Legaturi externe
- Profil pe acmilan.com
- Profil pe transfermarkt.de